# Avicii Arena
Az Avicii Arena (eredeti nevén Stockholm Globe Arena, majd Ericsson Globe vagy svéd becenevén Globen, "A Gömb") Svédország nemzeti beltéri arénája, Stockholm Johanneshov városrészében (a Stockholm Globe City-ként ismert területen). Az Ericsson Globe jelenleg a világ legnagyobb félgömb alakú építménye, felépítése két és fél évig tartott. A fehér labda alakú épület átmérője 110 méter, beltéri magassága pedig 85 méter. Az épület térfogata 605 ezer köbméter. Befogadóképessége 16 000 fő koncerteken, 13 850 jégkorong-mérkőzéseken.
Az aréna jelképezi a Napot a Svéd Naprendszerben, a világ legnagyobb méretarányos Naprendszer-modelljében.
2009. február 2-án a Stockholm Globe Arena névhasználati jogát az Ericsson telekommunikációs cég kapta meg, az aréna azóta az Ericsson Globe nevet viseli. 2021. május 19-től a létesítmény felvette a néhai svéd DJ-producer, Avicii nevét.

## Bérlők
A Gömböt elsősorban jégkorongra használták, a Hammarby IF, a Djurgårdens IF és az AIK csapatok pályája is volt. Emellett használták zenei fellépésekre és más sporteseményekre, például futsalra. Az első itt rendezett nemzetközi mérkőzés a Hammarby IF (Svédország) és a Jokerit (Finnország) között zajlott, néhány héttel az átadás előtt. 2002-től 2012-ig az arénában rendezték az SVT Melodifestivalen című eurovíziós dalválasztó show-műsor döntőit. Az Ericsson Globe adott otthont a 2000-es illetve a 2016-os Eurovíziós Dalfesztiválnak is.

## Emlékezetes események
Az első koncert a felejthetetlen ír rock/blues gitáros, Gary Moore fellépése volt 1989. április 8-án, 12.000 néző előtt.
1989-ben II. János Pál pápa tartott misét az arénában, ezzel az első pápa, aki Svédországban misézett. Az arénában megfordult a Dalai láma és Nelson Mandela is. A stadionban rengeteg zenész és előadó lépett fel.

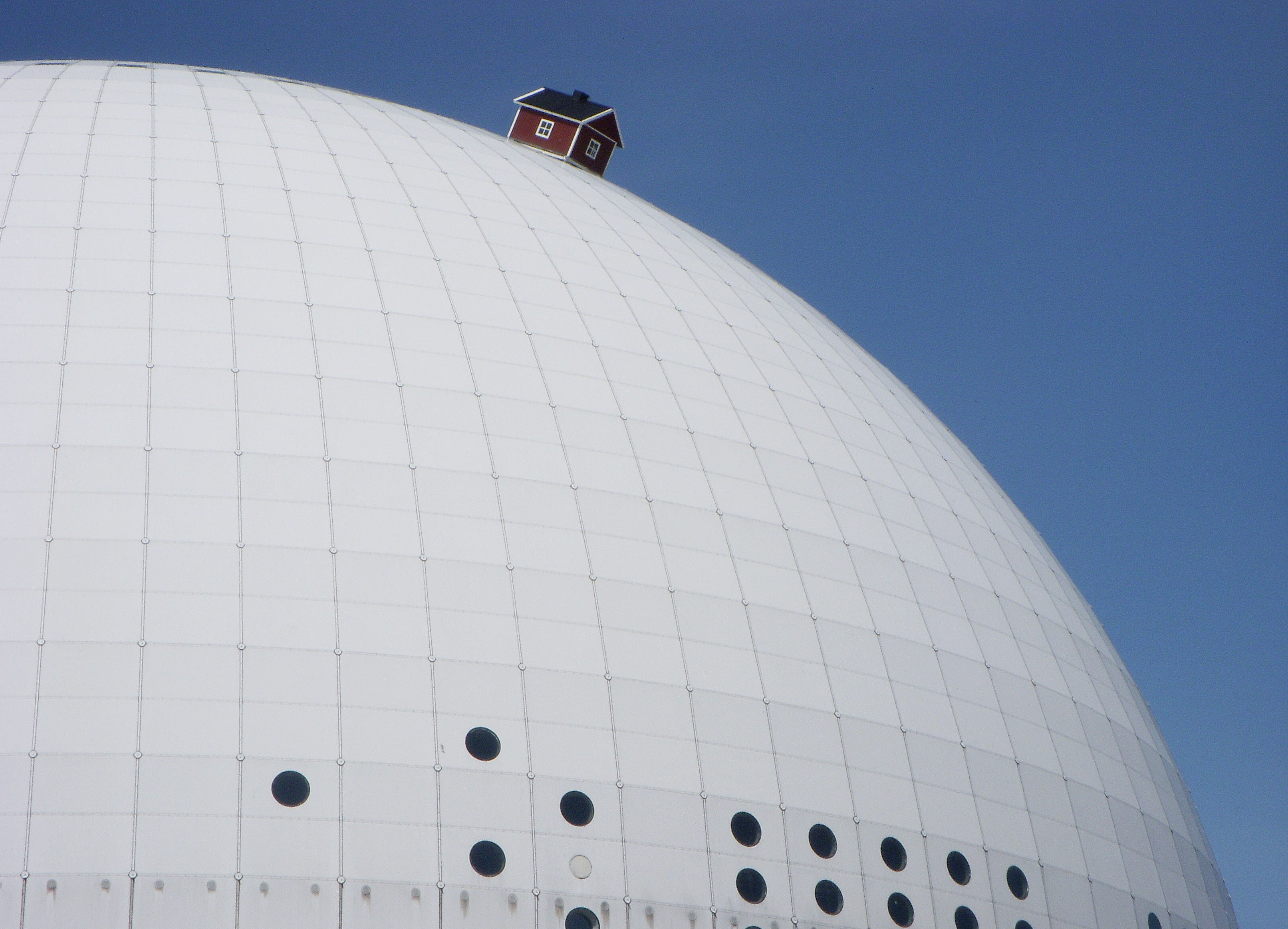
Egy kis pajta a Gömb falához erősítve.

## Jellegzetességek
2009. május 26-án egy 12 m²-es alapú pajta került fel a Gömbre. Az alkotó célja az volt, hogy szemléltesse Svédország két fontos jelképét: a csúcstechnológiát képviselő Gömböt, valamint a jellegzetes egyszerű vidéki pajtaépületeket. A pajta 2009 októberéig maradt a Gömbön.
2010 februárjában megnyitották a Skyview nevű siklóvasutat, amely az aréna külső fala mentén viszi fel a látogatókat az épület tetejéig. Mindkét kabin 16 utast szállít 130 méteres magasságba.